# Фейрмонт (Північна Кароліна)
Фейрмонт (англ. Fairmont) — місто (англ. town) в США, в окрузі Робсон штату Північна Кароліна. Населення — 2191 особа (2020).

## Географія
Фейрмонт розташований за координатами 34°29′41″ пн. ш. 79°6′48″ зх. д. / 34.49472° пн. ш. 79.11333° зх. д. (34.494760, -79.113202).  За даними Бюро перепису населення США в 2010 році місто мало площу 7,17 км², з яких 7,15 км² — суходіл та 0,01 км² — водойми.

## Демографія
Згідно з переписом 2010 року, у місті мешкали 2663 особи в 1136 домогосподарствах у складі 676 родин. Густота населення становила 372 особи/км².  Було 1255 помешкань (175/км²).
Расовий склад населення:
| - 56,1 % — чорних або афроамериканців - 26,2 % — білих - 13,4 % — корінних американців - 0,2 % — азіатів - 1,4 % — осіб інших рас |

До двох чи більше рас належало 2,7 %. Частка іспаномовних становила 1,9 % від усіх жителів.
За віковим діапазоном населення розподілялося таким чином: 25,9 % — особи молодші 18 років, 53,7 % — особи у віці 18—64 років, 20,4 % — особи у віці 65 років та старші. Медіана віку мешканця становила 42,5 року. На 100 осіб жіночої статі у місті припадало 79,3 чоловіків;  на 100 жінок у віці від 18 років та старших — 70,1 чоловіків також старших 18 років.
Середній дохід на одне домашнє господарство  становив 30 117 доларів США (медіана — 19 792), а середній дохід на одну сім'ю — 38 534 долари (медіана — 30 245). За межею бідності перебувало 47,7 % осіб, у тому числі 73,5 % дітей у віці до 18 років та 24,1 % осіб у віці 65 років та старших.
Цивільне працевлаштоване населення становило 654 особи. Основні галузі зайнятості: освіта, охорона здоров'я та соціальна допомога — 37,3 %, роздрібна торгівля — 17,4 %, транспорт — 8,1 %, мистецтво, розваги та відпочинок — 7,5 %.